# Pogonus chalceus chalceus
Pogonus chalceus chalceus é uma subespécie de insetos coleópteros pertencente à família Carabidae.
A autoridade científica da subespécie é Marsham, tendo sido descrita no ano de 1802.
Trata-se de uma subespécie presente no território português.